# Karl Wilhelm Sandberg
Karl Wilhelm Sandberg, född 11 april 1893 i Hosjö församling, Kopparbergs län, död 21 september 1967, major i Frälsningsarmén, sångförfattare och tonsättare.
I Frälsningsarmén var han verksam som kårledare, sång och musiklärare vid officersskolan och revisor.

## Sånger
- Guds nåd är ny idag (1923), nummer 489 i Frälsningsarméns sångbok 1990.